# Boogslag
Een boogslag is in de kano-wereld een peddeltechniek die bijvoorbeeld gebruikt wordt om een bocht te maken. 

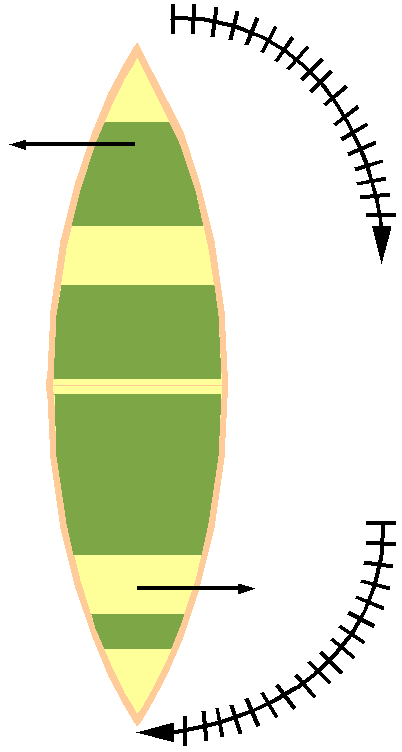
voorwaartse boogslag in tandem kano

Bij solovaren wordt de peddel zo ver mogelijk naar voren vlak naast de boot in het water gezet en dan met een zo ruim mogelijke boog tot tegen de achterkant van de boot doorgetrokken. Met name het eerste en laatste stuk van de slag laten de boot van koers veranderen. Bij tandemvaren werkt het doorzetten van een boogslag zelfs tegengesteld en is alleen het eerste of laatste gedeelte van een boogslag effectief.
De achterwaartse boogslag is exact tegengesteld aan de hierboven beschreven voorwaartse boogslag. Door met een dubbelbladige peddel afwisselend links en rechts voorwaartse en achterwaartse boogslagen te maken is de kajak te keren op de plaats.
De sturende werking van deze slag kan eventueel ondersteund worden door middel van opkanten.